# سنجاب‌ماهی کم‌باله
سنجاب‌ماهی کم‌باله (نام علمی: Neoniphon opercularis) نام یک گونه از تیره سنجاب‌ماهیان است.